# Castellnovo
Castellnovo es un municipio de la Comunidad Valenciana, España. Situado en la provincia de Castellón y perteneciente a la comarca del Alto Palancia. Cuenta con una población de 884 habitantes (INE 2024). Se trata de un municipio castellanohablante, en el que el castellano cuenta con el predominio lingüístico reconocido legalmente.

## Geografía

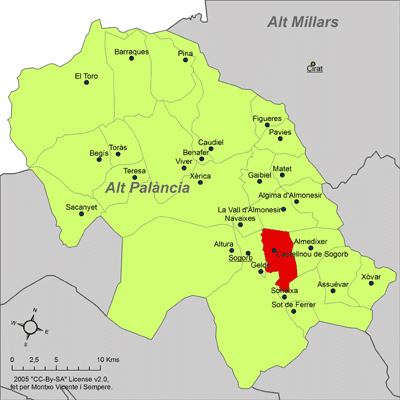
Localización en la comarca del Alto Palancia

La localidad se encuentra situada entre la sierra Calderona y la sierra de Espadán (no pertenece a ninguna de ambas), en concreto en la ladera sur del cerro de San Cristóbal. Debido a ello el término es muy abrupto aunque no presenta altitudes demasiado elevadas, destacando los picos de San Roque y Malara con 571 y 564 m respectivamente.
El casco urbano se sitúa en las cercanías (menos de dos kilómetros) del cauce del río Palancia.

### Localidades limítrofes
Almedíjar, Navajas, Geldo, Segorbe, Soneja, Peñalba y Vall de Almonacid.

## Historia
El castillo data del tiempo de los romanos, que más tarde fue restaurado por los moriscos, y por este motivo le pusieron el nombre de Castell Novo, tomando la villa este nombre.
El término municipal ha sido poblado desde la Edad del Cobre, pero el actual es de origen musulmán. Fue conquistada a la vez que la cercana Segorbe por las tropas de Jaime I en 1228, siendo su primer señor Berenguer d'Entença que posteriormente la vendió a Guillem d'Esplugues. En el siglo XV pertenecía a la casa de Arenoso, siendo su señor Ximen Pérez d'Arenós, casado con Beatriz de Borja, hermana del Papa Alejandro VI, que heredó el señorío de su marido, y al no tener hijos lo dejó en herencia a su sobrino Jofré de Borja-Llançol, de quien pasó a su hijo Rodrigo de Borja-Llançol y Montcada (+1534), también señor de Anna y Vilallonga. De él pasó a su hijo Juan de Borja-Llançol y Calatayud (+1563). De él pasó el señorío a su hijo Francisco de Borja-Llançol y Sorell, que al morir fue sucedido por sus hijos, primero Francisco (muerto sin sucesión), y luego Bartolomé de Borja-Llançol y Sorell, que lo dejó en herencia a su hija Beatriz de Borja-Llançol y Sorell, que era señora en tiempo de la expulsión de los moriscos (1609),e hizo la repoblación con aragoneses, navarros y catalanes, al quedar la localidad prácticamente deshabitada. Por ser mayoritariamente repoblada de nuevo con gentes de origen aragonés predomina su dialecto hasta hoy en la localidad.
Durante el siglo XVII, por falta de descendencia de Beatriz de Borja-Llançol la localidad pasó por su testamento a manos de la familia Folch de Cardona, en la persona del primo de su padre Antonio de Cardona y Borja-Llançol, de quien la heredó su hijo Alfonso de Cardona y Borja-Llançol (+1659).+ El título de primer marqués lo otorgó en 1668 Carlos II para Antonio Folch de Cardona y Borja (+1694).El título pertenecía en 1704 a Josefa Folch de Cardona y Bellvis de Montcada, por herencia de su padre el marqués Vicente Felipe Folch de Cardona y Milán de Aragón (+1704) que, al casar a su hija con el sevillano duque de Montellano (José Ignacio de Solis y Gante, +1765) dejó en herencia el marquesado de Castellnovo al hijo de este matrimonio, Alonso Vicente de Solis y Folch de Cardona (+1780),pasando luego a un hijo del mismo, Álvaro de Solis, Wignacourt y Folch de Cardons (+1806), padre de Maria Vicenta de Solis y Lasso de la Vega (+1840), que poseía el marquesado al abolirse los derechos señoriales (1837), quedando el título en meramente honorífico.
Por último, es de señalar que en 1836 la población fue escenario de una cruenta batalla entre liberales y carlistas.

## Demografía
Castellnovo cuenta con una población de 884 habitantes (INE 2024).
| Gráfica de evolución demográfica de Castellnovo entre 1842 y 2021                                                   |
| |
| Población de derecho según los censos de población del INE Población de hecho según los censos de población del INE |

## Comunicaciones

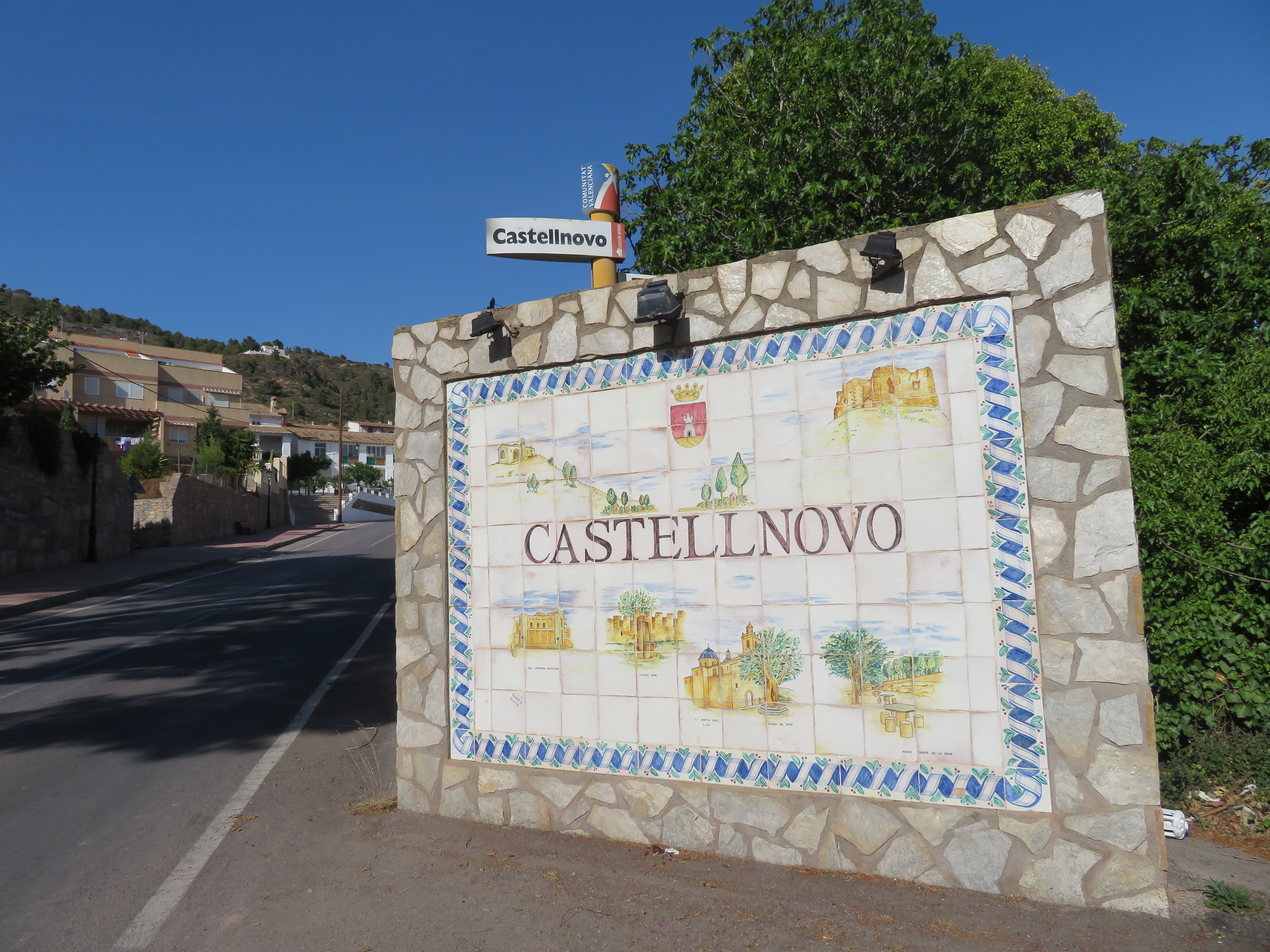
Panel mural cerámico de anuncio de la llegada al municipio de Castellnovo.

La manera más sencilla de llegar es a través de la autovía A-23 de Sagunto a Somport hasta las cercanías de Segorbe, donde se enlaza con la CV-200. El pueblo se encuentra a 57,10 km de Valencia y 53,90 km de Castellón de la Plana.

## Economía
Tradicionalmente la economía del municipio ha estado basada en la agricultura, el comercio y la pequeña empresa.
Debido a la cercanía con el río, es muy importante la agricultura de regadío, produciendo naranjas, caquis, nísperos y cerezas, dominando el secano las almendras, olivas y algarrobas.

## Administración y política
| Periodo   | Nombre                     | Partido   |
| --------- | -------------------------- | --------- |
| 1979-1983 | Francisco Llop Villalonga  | UCD       |
| 1983-1987 | Benjamín Piquer Sánchez    | AP        |
| 1987-1991 | Francisco Llop Villalonga  | PP        |
| 1991-1995 | Manuel L. Gil Morro        | PSPV-PSOE |
| 1995-1999 | Manuel L. Gil Morro        | PSPV-PSOE |
| 1999-2003 | Manuel Fernando López Gil  | PSPV-PSOE |
| 2003-2007 | Manuel Fernando López Gil  | PSPV-PSOE |
| 2007-2011 | Jorge Picó Sánchez         | PSPV-PSOE |
| 2011-2015 | María Teresa Gonzalvo Llop | PP        |
| 2015-2019 | Carmen Gil Sánchez         | PSPV-PSOE |
| 2019-2023 | Carmen Gil Sánchez         | PSPV-PSOE |
| 2023-act. | Antonio López Gil          | PSPV-PSOE |

## Cultura

### Patrimonio
El Olmo, plantado en 1812 en la plaza del mismo nombre, con motivo de la Constitución de Cádiz, es una de las figuras más emblemáticas de la villa. A finales del siglo XX sufrió un incendio que estuvo a punto de destruirlo, pero gracias a la cooperación vecinal pudo ser sofocado y el árbol se recuperó de forma milagrosa. Recientemente, la iglesia de los Santos Reyes tuvo que ser reformada, dado que las raíces del Olmo habían penetrado en su estructura, debilitándola y amenazando con destruirla. En 2012 murió debido a la grafiosis que arrastraba desde unos años atrás. En su lugar, el ayuntamiento plantó un tilo, no exento de una polémica que llevó a su traslado a otro emplazamiento del municipio. En 2016, se volvió a plantar un nuevo olmo en el emplazamiento del antiguo.
En la actualidad, la plaza del Olmo es un lugar frecuente de reuniones y fiestas.

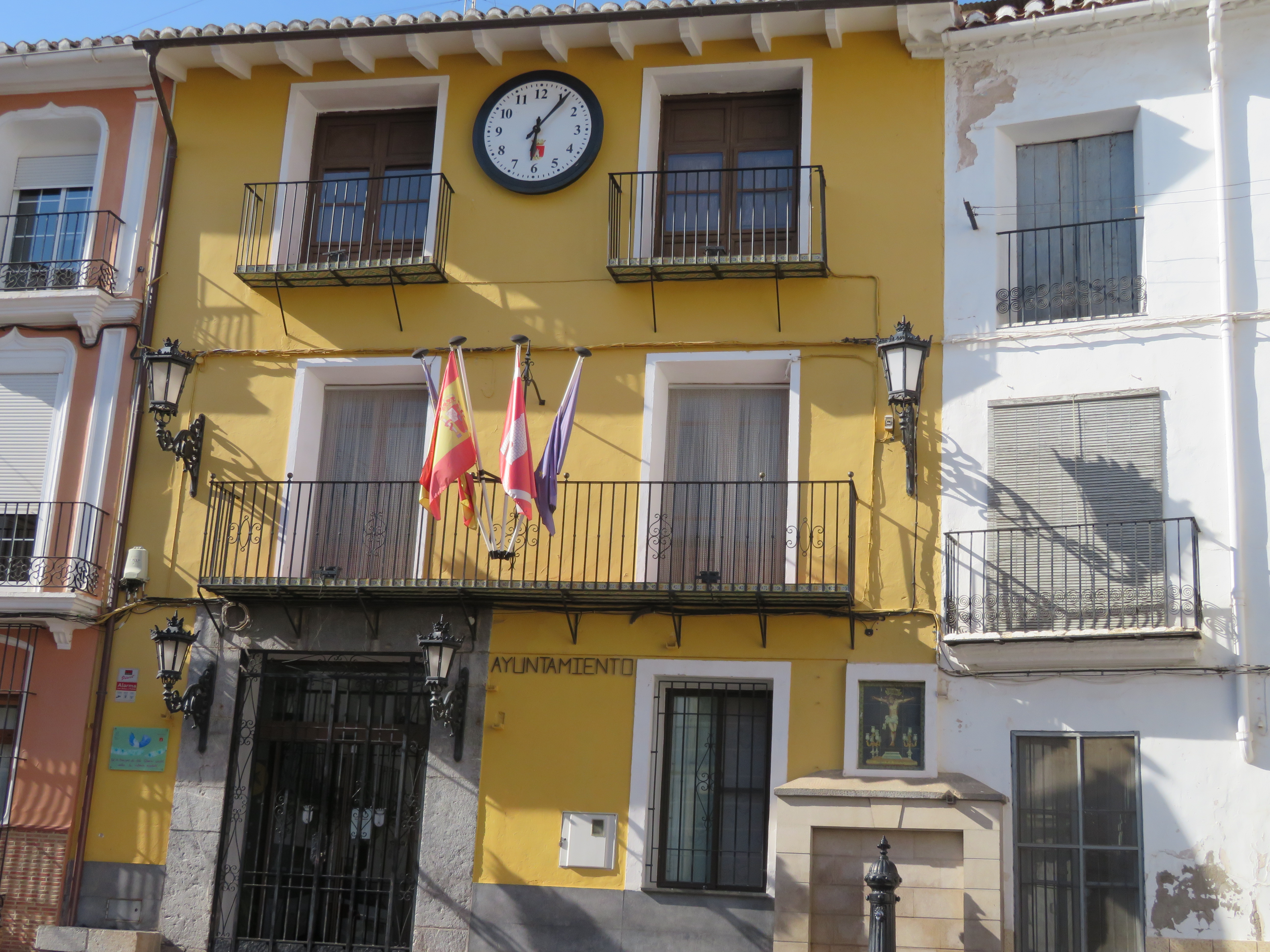
Ayuntamiento de Castellnovo.

#### Religioso
- Iglesia de los Santos Reyes: Construida entre 1622 y 1730. Cuenta con una planta en forma de cruz latina y una nave lateral a la derecha. Ha sido restaurada recientemente. Se encuentra ubicada en la plaza del Olmo, llamada así por el olmo que la preside, de grandes dimensiones, plantado con motivo de la constitución de Cádiz, en 1812.
- Calvario: Situado en la ascensión al monte de San Cristóbal
- Ermita de San Antonio de Padua: Situada en la ascensión al calvario.
- Ermita de San Cristóbal: Construida durante el siglo XV en la cima del calvario. Debido a su privilegiada situación nos ofrece unas magníficas vistas de gran parte de la comarca.

#### Civil

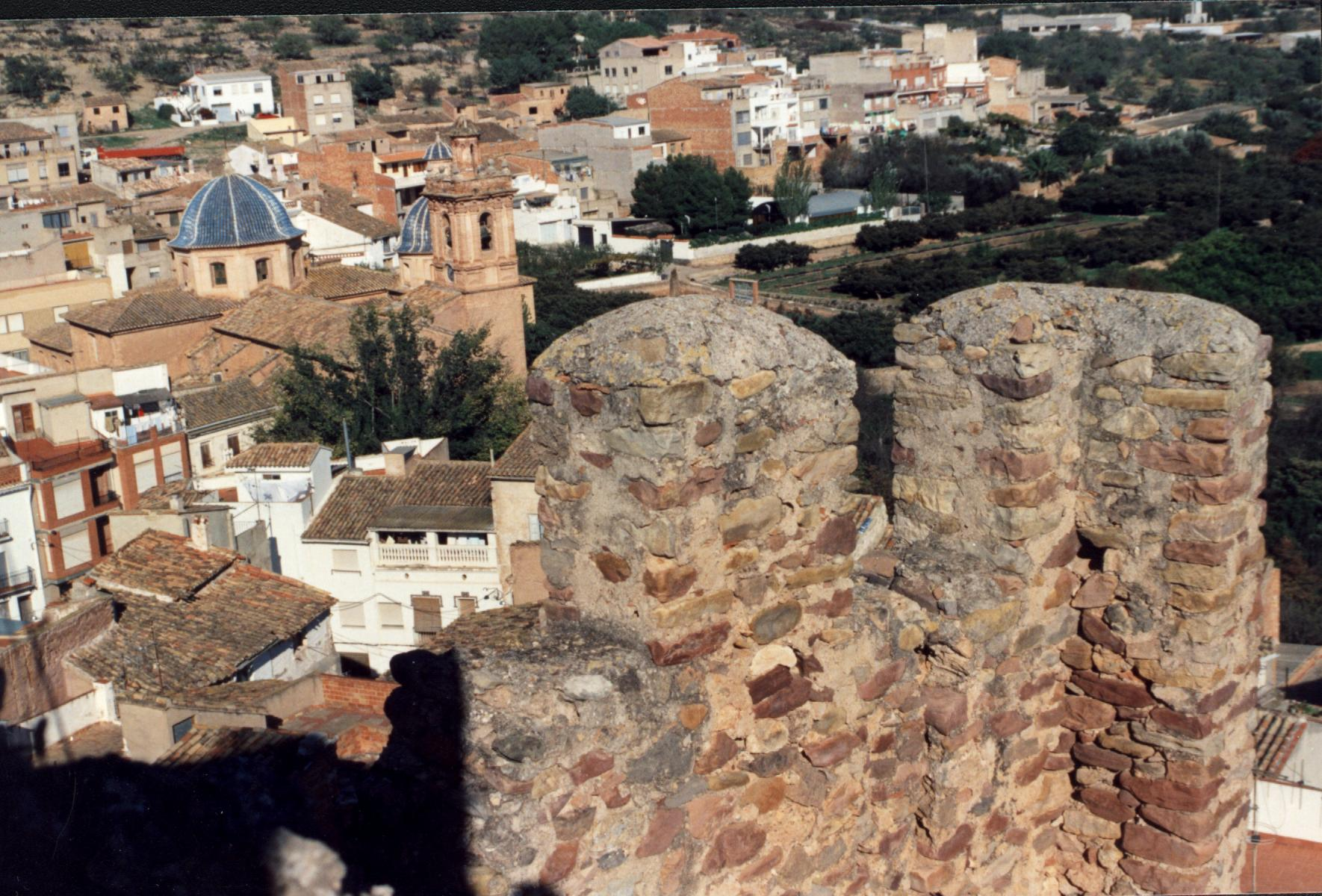
Vista desde el Castillo.

- Castillo: De origen romano, formó parte de la red defensiva de Segorbe. Posteriormente fue reconstruido por los musulmanes. En 1233 fue dado a Don Berenguer d'Entença, el cual fue dueño hasta 1291; fue luego en el siglo XIV cuando fue vendido a Dn. Guillem d'Esplugues. A mediados del siglo XV sufrió importantes modificaciones y reestructuraciones, que le otorgaron una bella impronta renacentista, destacando sus salas de arcos y bóvedas nervadas, así como el elegante matacán del acceso principal. Su actual estado es el de ruina, aunque aún se aprecian notables restos de él, pero se están estudiando las labores de su restauración.

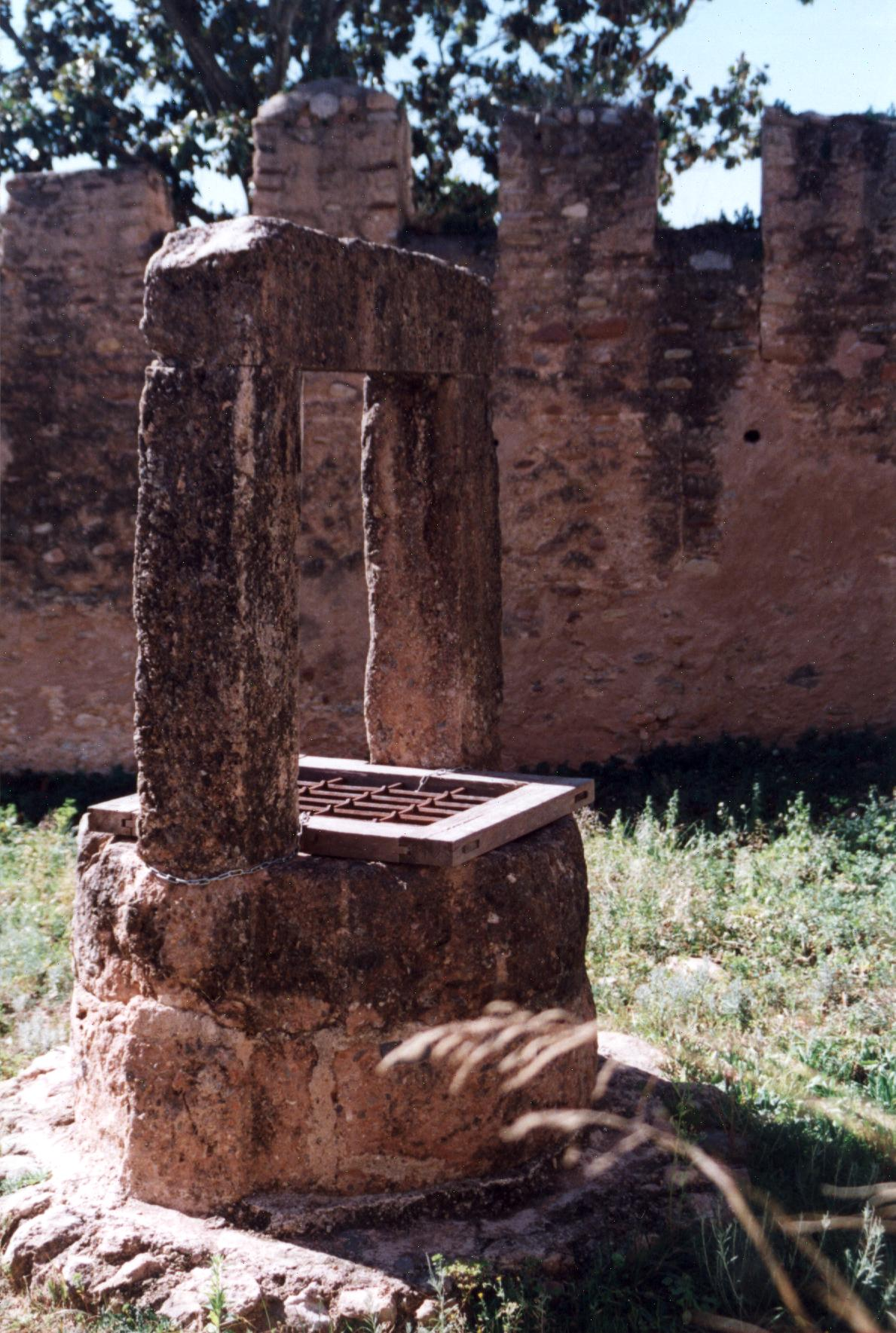
Cisterna árabe

- Torre de Mal Paso: Se encuentra en una colina cercana a la localidad, en un camino que la une con Segorbe. Por los materiales con los que fue construida se puede conjeturar que pertenece a la época tardorromana o premedieval. En sus cercanías se han encontrado restos de la Edad del Bronce, ibéricos y romanos. Su función era la de servir de enlace con el castillo de Segorbe. Es un clásico ejemplo de torre vigía con elementos defensivos. Su fábrica es de mampostería y su planta cuadrada. En la actualidad está en ruinas y carece de parte superior.
- Cisterna: De origen musulmán, se encuentra dentro del casco urbano. Consta de una cámara subterránea a la que se accede por una gran escalinata y un depósito circular. La capacidad de la cisterna es de 200.000 litros de agua. Al oeste de este conjunto se encuentra la muralla, almeada en algunos tramos. Se encuentra en muy buen estado de conservación.

### Fiestas
Las fiestas patronales se celebran en la semana posterior al 15 de agosto. Entre los diversos actos destaca el toro embolado, debido a que es sacado desde la cisterna debiendo estirar los mozos la cuerda durante un centenar de metros hasta que la introducen en el pilón, siendo éste procedimiento poco corriente en las zonas con tradición taurina.
También se celebra la fiesta de San Antonio Abad el fin de semana más cercano al 17 de enero, la romería de la Santa Cruz el 1 de mayo durante la cual se reparten regalos, vino y chocolate a todos los asistentes y la fiesta de las mozas el segundo domingo de octubre.
El primer fin de semana del mes de julio se celebra la fiesta de la Mina, fiesta de reciente creación donde el Ayuntamiento reparte bocadillos y bebidas a todos los vecinos a la hora de la cena para que disfruten de una agradable velada con cena y baile bajo los pinos.
Durante ese mismo mes, se celebra el Mercado Medieval en el entorno histórico del castillo de Doña Beatriz de Borja, que en año 2009 cumplirá su décima edición. Los vecinos y las calles de Castellnovo se visten durante un fin de semana a la usanza medieval y junto a los productos artesanos hay danzas, cetrería, espectáculos infantiles, juegos malabares y otros entretenimientos propios de la época medieval.

### Sociedad Artístico Musical de Castellnovo
Los orígenes y formación de la Sociedad Artístico Musical de Castellnovo se remontan a 1914 como consecuencia de la unión de un grupo interno de entusiastas, los cuales, en aquellos años difíciles, aportaron el dinero necesario para la compra de instrumentos y demás gastos, siendo dignos de mención por su colaboración D. Leovigildo Aguirre y D. Vicente López.
Durante los treinta primeros años de andadura musical la Sociedad estuvo dirigida por D. Julio Sabater,
D.Emilio López Orduña y D. José Font Catalá. Ya en 1944 y tras el fallecimiento de este último se hace cargo de la banda D.José Sánchez Sánchez, reconocido director de la época quien, con su labor logró duplicar el número de músicos en tan solo un año, alcanzando un total de 45 plazas.
Posteriormente y hasta 1.990, se hicieron cargo de la Agrupación en distintos periodos, D. José Sánchez Molés, D. José Morro Pérez y D. José Castelló Tarin. En el año 1991 se hace cargo de la Banda D. Lorenzo Mendoza Ruiz, el cual estuvo al frente de la misma hasta finalizado el año 1995. Posteriormente han ostentado la dirección de la Sociedad D. José Martínez Mulió, D. Ricardo Baixauli Ferrer y, hasta 2006, D. Miguel Ángel Martínez Montés. En la actualidad su maestro director es D. Ricardo Bolós.
Dentro del apartado artístico, nuestra Sociedad Musical viene actuando en los festivales del Alto Palancia desde sus inicios. En 1943 obtuvo el Primer Premio del Pasodoble celebrado en Castellón así como el Primer Premio en Certamen Provincial celebrado en Altura. Actualmente la Banda consta de 53 músicos federados y mantiene una escuela de educandos de 45 alumnos preparados por 5 profesores que satisfacen con plenitud las exigencias del alumnado.
Las actuaciones ofrecidas por la Sociedad en este periodo han sido muy numerosas destacando entre ellas con el 80 aniversario de su fundación, la participación por primera vez en su historia con el certamen Internacional de Bandas " Ciudad de Valencia " en la Sección Tercera celebrado en el Palau de la Música el 11 de julio de 1994, obteniendo el Primer Premio e imponiéndose así por delante de bandas de reconocido prestigio. El 18 de abril de 2009 recibió el 1.er Premio de la Tercera Sección del III Certamen Internacional de Bandas de Música Vila de la Senia, organizado por la Agrupación Musical Senienca. La Sociedad Artístico Musical, interpretó además de la obra obligada “Divertimento for Band” de Vicent Persichetti, la obra libre “The Divine Comedy” de Robert Smith, obtenido el primer premio con 289,5 puntos. La banda recibió 3000 € y un trofeo del Excm. Ajuntament de la Sénia. Además actuará en el ciclo de conciertos que organiza la Fundació Caixa Tarragona en el auditorio de la ciudad en noviembre del 2009. Los músicos estaban tan contentos que al llegar al pueblo dieron un concierto por las calles del pueblo para dar cuenta de su triunfo a todos los vecinos que no pudieron oírlos tocar.

### Agrupación Cultural Memfis
Fue creada en el año 1982 y a ella están asociados más de un centenar de personas de la localidad, principalmente jóvenes. Esta asociación celebra desde hace más de 25 años la Semana Cultural en la localidad con actuaciones de teatro, playblack, bailes regionales y juegos. También organiza la Cabalgata de Reyes para los niños en Navidad.
La Asociación creó el grupo de bailes regionales Memfis y el grupo de teatro amateur en Castellnovo.
En el año 1982 la asociación fundó la revista cultural Olmo. Se publicaron un total de 10 números, el último es de abril de 1986.

### Gastronomía
- Olla de col. Es uno de los platos típicos de Castellnovo. Para su elaboración se utilizan productos cultivados en la huerta del municipio como son las coles, las patatas, las alubias; todos ellos unidos a las carnes y embutidos como la morcilla de cebolla que aportan a esta suculenta y reconfortante comida las calorías necesarias para la época del año en que preferentemente es consumida, el invierno.

También son reconocidos por su elaboración artesanal y su gran calidad los embutidos y los quesos.
Existe también una variada repostería, de origen árabe, de la que cabe destacar la tortada de almendras, la popular torta de novios, los suspiros, los rosigones, los rollos careados y los pasteles de Navidad y todo ello gracias a gran alta calidad de su aceite, el aceite de la Sierra Espadán.